# Arachnopusia areolata
Arachnopusia areolata är en mossdjursart som beskrevs av Moyano 1983. Arachnopusia areolata ingår i släktet Arachnopusia och familjen Arachnopusiidae. Inga underarter finns listade i Catalogue of Life.